# Suțu
Suțu (gr. Σούτσου) – ród Greków fanariockich, który osiągnął potęgę w Konstantynopolu w ostatnich latach istnienia Imperium Osmańskiego, i z którego wywodziło się kilku hospodarów Mołdawii i Wołoszczyzny.